# Boxe aux Jeux méditerranéens de 2022 - Poids coqs hommes
L'épreuve masculine de boxe des Poids coqs (-57 kg) des Jeux méditerranéens de 2022 de Oran se déroule au centre EMEC Expositions Palace Hall du 27 juin au 1er juillet 2022.

## Format de la compétition
Comme tous les événements des Jeux méditerranéens, la compétition de boxe consiste en un tournoi à élimination directe. Dans cette catégorie de poids coqs, cet événement va regrouper 11 boxeurs qui sont qualifiés pour la compétition. Un certain nombre de boxeurs (5 dans ce cas précis) reçoivent un laissez-passer pour le tour préliminaire et se qualifie directement pour les quarts de finale. Les deux perdants des demi-finales obtiennent chacun une médaille de bronze, sans disputer de match pour la troisième place.
Tous les combats se composent de trois périodes de trois minutes où les boxeurs obtiennent des points pour chaque coup de poing porté à la tête ou sur le haut du corps de leur adversaire. Le boxeur avec le plus de points comptabilisés à la fin des périodes se qualifie. Si un boxeur se retrouve au sol et ne peut pas se lever avant que l'arbitre compte jusqu'à 10, le combat est terminé et l'adversaire est déclaré gagnant.

## Programme
Le programme présenté au 1er juin 2021 est :
|  | Tours préliminaires |  | Quart de finale |  | Demi-finale |  | Finale |

| Sports                               | Sports | Sports | Jour de compétition (juin / juillet) | Jour de compétition (juin / juillet) | Jour de compétition (juin / juillet) | Jour de compétition (juin / juillet) | Jour de compétition (juin / juillet) | Jour de compétition (juin / juillet) | Jour de compétition (juin / juillet) | Jour de compétition (juin / juillet) | Jour de compétition (juin / juillet) | Jour de compétition (juin / juillet) | Jour de compétition (juin / juillet) | Jour de compétition (juin / juillet) | Jour de compétition (juin / juillet) |
| Sports                               | Sports | Sports | 24                                   | 25                                   | 26                                   | 27                                   | 28                                   | 29                                   | 30                                   | 1                                    | 2                                    | 3                                    | 4                                    | 5                                    | 6                                    |
| ------------------------------------ | ------ | ------ | ------------------------------------ | ------------------------------------ | ------------------------------------ | ------------------------------------ | ------------------------------------ | ------------------------------------ | ------------------------------------ | ------------------------------------ | ------------------------------------ | ------------------------------------ | ------------------------------------ | ------------------------------------ | ------------------------------------ |
| Boxe                                 | Boxe   |        |                                      |                                      |                                      | 8e                                   |                                      | ¼                                    | ½                                    | F                                    |                                      |                                      |                                      |                                      |                                      |
|                                      |        |        | 24                                   | 25                                   | 26                                   | 27                                   | 28                                   | 29                                   | 30                                   | 1                                    | 2                                    | 3                                    | 4                                    | 5                                    | 6                                    |
| Jour de compétition (juin / juillet) |        |        |                                      |                                      |                                      |                                      |                                      |                                      |                                      |                                      |                                      |                                      |                                      |                                      |                                      |

## Horaires
Les temps sont donnés selon l'heure locale d’Algérie (UTC)
| Date                      | Temps         | Série               |
| ------------------------- | ------------- | ------------------- |
| Vendredi 27 juin 2022     | 18:00 - 19:00 | Huitièmes de finale |
| Mardi 29 juin 2022        | 15:00 - 16:00 | Quarts de finale    |
| Vendredi 30 juin 2022     | 18:00 - 18:40 | Demi-Finales        |
| Vendredi 1er juillet 2022 | 19:20         | Finale              |

## Médaillés
| Or             | Argent           | Bronze                           |
| Batuhan Ciftci | Oussama Mordjane | Bilel Mhamdi Abdellatif Zouhairi |

## Résultats

### Phase finale
|  | Demi-finales        | Demi-finales     |                |   | Finale | Finale |
|  |                     |                  |                |   |        |        |
|  |                     |                  |                |   |        |        |
|  |                     |                  |                |   |        |        |
|  | Batuhan Ciftci      | 3                |                |   |        |        |
|  | Batuhan Ciftci      | 3                |                |   |        |        |
|  | Abdellatif Zouhairi | 0                |                |   |        |        |
|  | Abdellatif Zouhairi | 0                | Batuhan Ciftci | 3 |        |        |
|  |                     |                  | Batuhan Ciftci | 3 |        |        |
|  |                     | Oussama Mordjane | 0              |   |        |        |
|  | Oussama Mordjane    | Oussama Mordjane | 0              | 2 |        |        |
|  | Oussama Mordjane    |                  |                | 2 |        |        |
|  | Bilel Mhamdi        | 0                |                |   |        |        |
|  | Bilel Mhamdi        | 0                |                |   |        |        |

### Premiers tours

#### Première partie
|  | Huitièmes de finale | Huitièmes de finale | Huitièmes de finale |  |  | Quarts de finale    | Quarts de finale    | Quarts de finale    |   |                  | Demi-finales     | Demi-finales   | Demi-finales |  |  | Finale | Finale | Finale |
|  |                     |                     |                     |  |  |                     |                     |                     |   |                  |                  |                |              |  |  |        |        |        |
|  |                     |                     |                     |  |  |                     |                     |                     |   |                  |                  |                |              |  |  |        |        |        |
|  |                     |                     |                     |  |  | Omar Abozaid        | Omar Abozaid        | 1                   |   |                  |                  |                |              |  |  |        |        |        |
|  | Abdellatif Zouhairi | Abdellatif Zouhairi | 3                   |  |  | Abdellatif Zouhairi | Abdellatif Zouhairi | 2                   |   |                  |                  |                |              |  |  |        |        |        |
|  | Ardit Murja         | Ardit Murja         | 0                   |  |  |                     |                     |                     |   | Batuhan Ciftci   | Batuhan Ciftci   | 3              |              |  |  |        |        |        |
|  |                     |                     |                     |  |  |                     | Abdellatif Zouhairi | Abdellatif Zouhairi | 0 |                  |                  |                |              |  |  |        |        |        |
|  |                     |                     |                     |  |  | Batuhan Ciftci      | Batuhan Ciftci      | 3                   |   |                  |                  |                |              |  |  |        |        |        |
|  |                     |                     |                     |  |  | Antonio Barrul      | Antonio Barrul      | 0                   |   |                  |                  |                |              |  |  |        |        |        |
|  |                     |                     |                     |  |  |                     |                     |                     |   |                  | Batuhan Ciftci   | Batuhan Ciftci | 3            |  |  |        |        |        |
|  |                     |                     |                     |  |  |                     | Oussama Mordjane    | Oussama Mordjane    | 0 |                  |                  |                |              |  |  |        |        |        |
|  |                     |                     |                     |  |  | Oussama Mordjane    | Oussama Mordjane    | 3                   |   |                  |                  |                |              |  |  |        |        |        |
|  | Oussama Mordjane    | Oussama Mordjane    | 3                   |  |  | Alen Rahimić        | Alen Rahimić        | 0                   |   |                  |                  |                |              |  |  |        |        |        |
|  | Francesco Iozia     | Francesco Iozia     | 0                   |  |  |                     |                     |                     |   | Oussama Mordjane | Oussama Mordjane | 2              |              |  |  |        |        |        |
|  | Belal Joukhdar      | Belal Joukhdar      | 2                   |  |  |                     | Bilel Mhamdi        | Bilel Mhamdi        | 0 |                  |                  |                |              |  |  |        |        |        |
|  | Lorent Murati       | Lorent Murati       | 1                   |  |  | Belal Joukhdar      | Belal Joukhdar      | 0                   |   |                  |                  |                |              |  |  |        |        |        |
|  |                     |                     |                     |  |  | Bilel Mhamdi        | Bilel Mhamdi        | 3                   |   |                  |                  |                |              |  |  |        |        |        |
|  |                     |                     |                     |  |  |                     |                     |                     |   |                  |                  |                |              |  |  |        |        |        |

## Référence
1. ↑  (en) « Oran 2022 Results », sur results.oran2022.com (consulté le 4 juillet 2022)